# هايدغارد هام بروشر
هايدغارد هام بروشر  (بالألمانية: Hildegard Hamm-Brücher)‏ (11 مايو 1921 – 7 ديسمبر 2016)، هي سياسية ليبرالية ألمانية بارزة. شغلت مناصب سكرتيرة الدولة من 1969 إلى 1972 ثم من 1977 إلى 1982. كانت مرشحة الحزب الديمقراطي الحر في أول جولتين من الانتخابات الرئاسة الاتحادية 1994.

## الطفولة والتعليم
ولدت هايدغارد في إسن، ألمانيا لعائلة برجوازية. والدها كان مدير شركة كهربائية. توفي والديها بشكل غير متوقع في غضون سنة وكان عمرها 10 و11 سنة. بعد موتهم، انتقلت للعيش مع جدتها في درسدن. سنة 1939 حصلت هايدغارد على أبيتور (دبلوم المدرسة الثانوية) وتخصصت في الكيمياء في جامعة لودفيش ماكسيميليان في ميونخ. حصلت على شهادة الدكتوراه في الكيمياء سنة 1945 وبدأت العمل كصحفية علمية.

## مشوارها السياسي

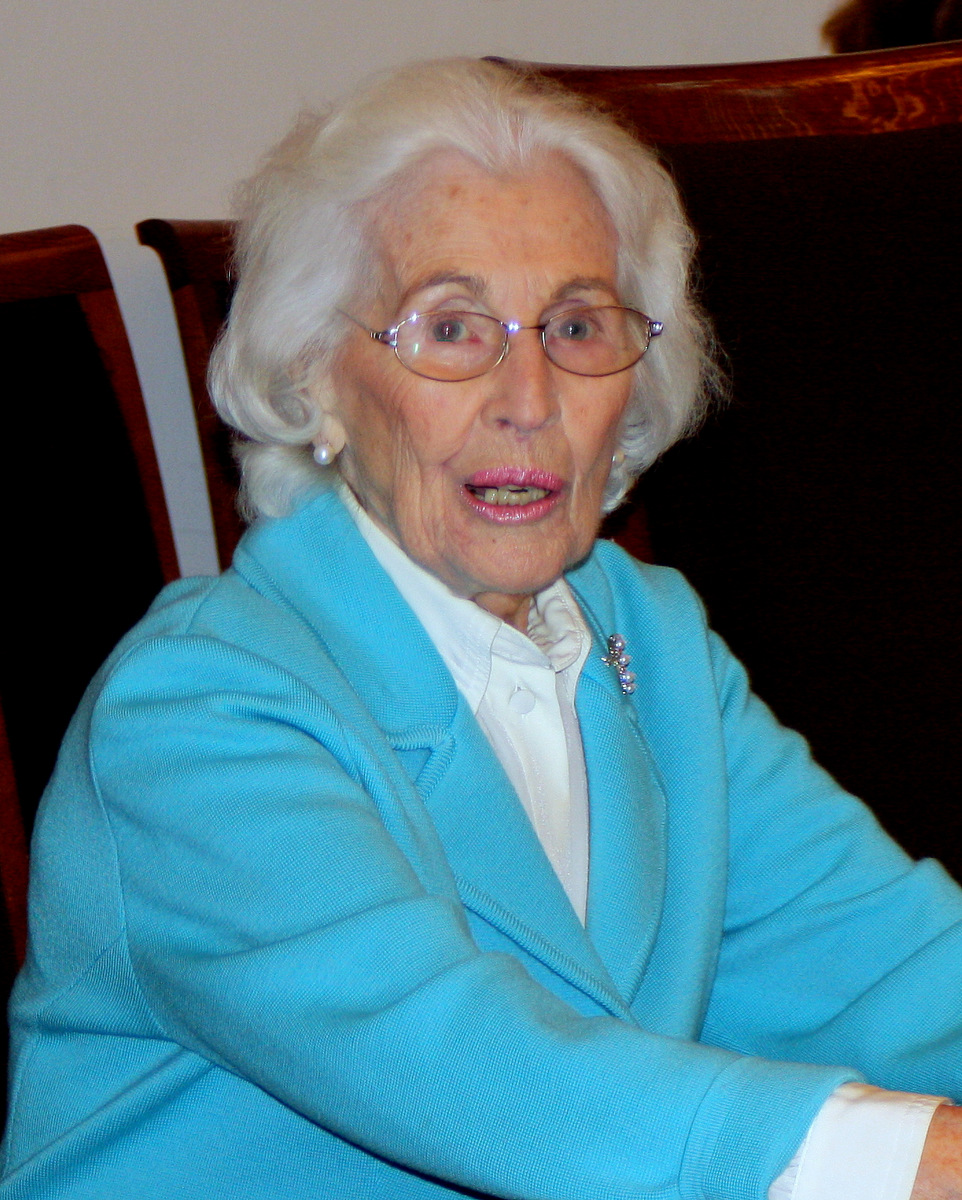
هايدغارد هام بروشر سنة 2010.

انضمت هام بروشر إلى الحزب الديمقراطي الحر سنة 1948. وترشحت لمجلس مدينة ميونخ من 1948 إلى 1954. انضمت أيضا لمجلس الشورى الموحد لبافاريا من 1950 إلى 1966 ثم مجددا من 1970 إلى 1976، ثم للبوندستاغ من 1976 إلى 1990. ركزت هام بروشر في أعمالها على سياسة التعليم، عُيِّنت وزيرة الخارجية لهسن وللوزارة الاتحادية للتعليم سنة 1967 و1969 على التوالي. كما شغلت منصب وزيرة الدولة لوزارة الخارجية الاتحادية من 1977 إلى 1982، عندما كان حزبها جزء من الحكومة الائتلافية مع الحزب الديمقراطي الاجتماعي الألماني.
سنة 1982، انسحب الحزب الديمقراطي الحر من الحكومة الائتلافية لتشكيل حكومة ائتلافية جديدة مع الاتحاد الديمقراطي المسيحي. أنشأت هام بروشر بشكل بارز حكومة بنفسها، وتسبب لها ذلك خسارها لمنصبها كوزيرة للدولة، ولكنها استمرت كعضوة في البرلمان حتى عام 1990.
سنة 1994، كانت مرشحة الحزب الديمقراطي الحر في الانتخابات الرئاسية الألمانية لجولتين فقط، بمنافسة مرشح الحزب الديمقراطي المسيحي رومان هيرتسوغ الذي فاز بالانتخابات.
سنة 2002، غادرت هام بروشر الحزب الديمقراطي الحر بعد خلاف مع يورغين موليمان عن حملته الانتخابية التي تنتقد أرئيل شارون، رئيس وزراء إسرائيل. انضمت بعدها إلى حزب الخضر الألماني.
توفيت هام بروشر يوم 7 ديسمبر 2016 عن عمر يناهز ال95.

## الأنشطة الأخرى والجوائز
ألفت هام بوشر عدة كتب ومقالات مركزة فيها على الدولة الديمقراطية الحديثة، والعلاقة بين السياسة والمسائل الأخلاقية، كما هي عضوة في معهد جوته.
سنة 1992، حصلت على جائزة بوبر روزينزويغ، بمناصفة آنماري رينجر. كما حصلت على وسام استحقاق جمهورية ألمانيا الاتحادية رتبة القائد الأكبر.